# محرك طائرات ديزل

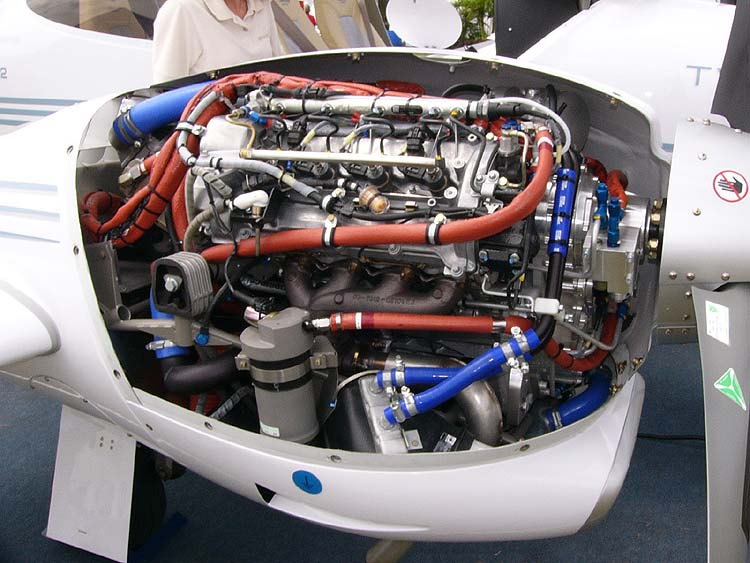
محرك ديزل للطائرات تيكني سينتوريون.

محرك طائرات ديزل أو ديزل الطائرات هو محرك طائرة يعمل بالديزل. تم استخدامه في المناطيد وتم تجريبه في الطائرات في أواخر عشرينيات وثلاثينيات القرن العشرين، ولكن لم يتم اعتماده على نطاق واسع حتى وقت قريب. مزاياه الرئيسية في استهلاكه الكفء للوقود وقابليته المنخفضة للاشتعال وكثافة وقوده الأعلى إلى حد ما، ولكن تَغلب عليه مجموعة من العيوب المتأصلة مقارنة بمحركات البنزين أو المحركات التوربينية. فقد أدى ارتفاع تكلفة وقود الطائرات والشكوك حول توفره في المستقبل  إلى زيادة إنتاج محركات الديزل للطائرات في أوائل العقد الأول من القرن الحادي والعشرين.
استخدام محركات الديزل في الطائرات مفيد أيضًا من وجهة نظر حماية البيئة وكذلك حماية صحة الإنسان، حيث أن مكون رباعي إيثيل الرصاص الممزوج ببنزين الطائرات معروف منذ فترة طويلة  بأنه شديد السمية  بالإضافة إلى كونه ملوثاً.

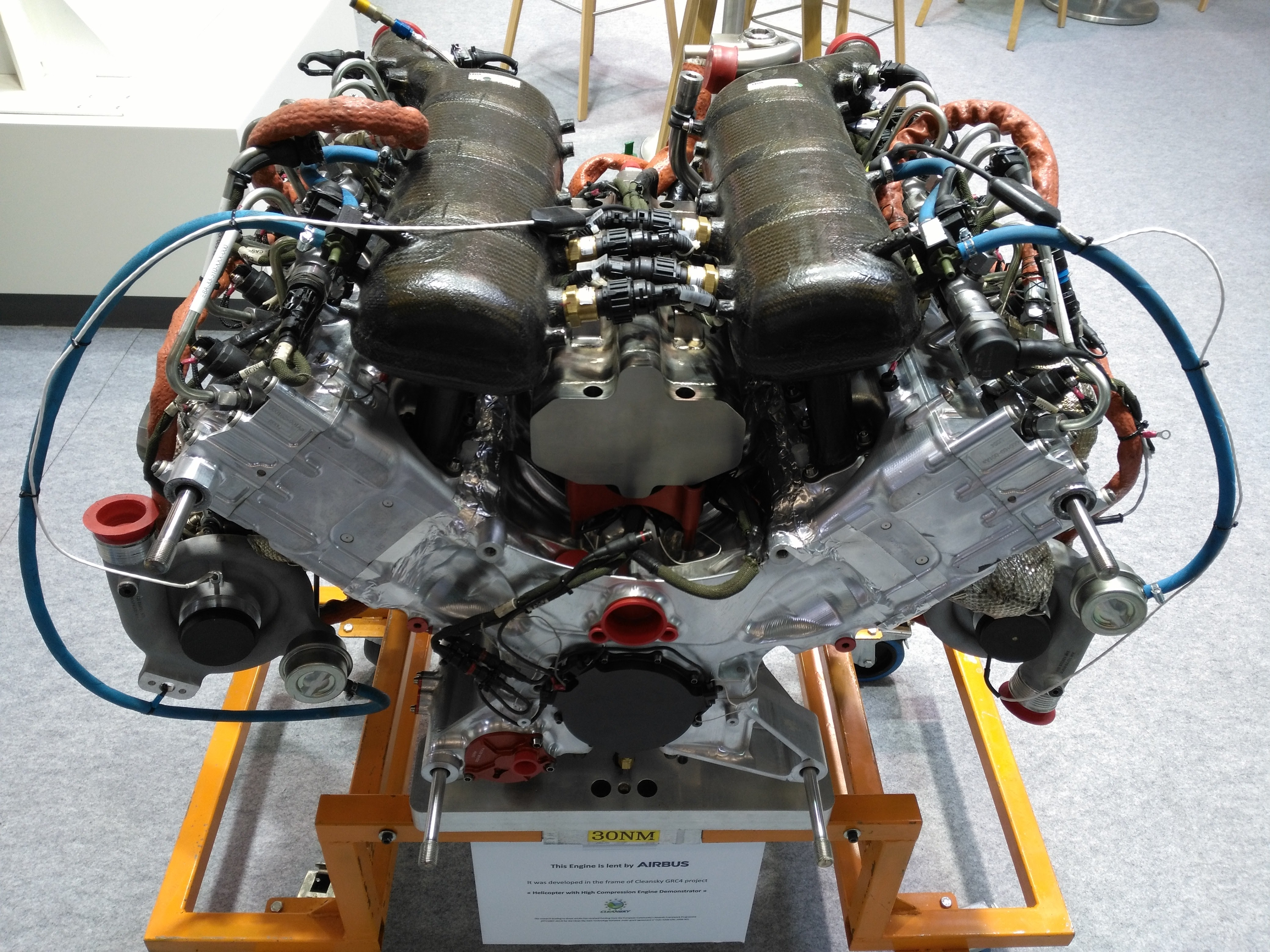
محرك AE440 مصنوع بواسطة Mecachrome في عام 2017